# Teletón Chile de 2018
O Teletón 2018, também chamado Teletón 40 anos, foi a trigésima edição da campanha de solidariedade que foi realizada no Chile, que buscava arrecadar fundos para a reabilitação de pessoas com deficiências motoras. O evento foi realizado a partir do Teatro Teletón, das 22h de sexta-feira, 30 de novembro às 21:20 de sábado, 1 de dezembro, e do Estádio Nacional Julio Martínez Prádanos a partir das 22:00 em sua reta final. O lema oficial desta campanha foi "O presente de todos" e seu foco é a comemoração dos 40 anos de existência do programa, realizado pela primeira vez em 1978. A menina embaixadora desta edição foi Florencia Catalán.
Em 27 de dezembro, o gerente geral do Banco de Chile, Eduardo Ebenspeguer, o presidente do Diretório da Fundação Teletón Daniel Fernández, e a diretora executiva Ximena Casajeros, entregaram a cfira final alcançada na campanha, chegando ao total de CL$ 37 954 551 757, que ultrapassa 9,68% da meta.

## Campanha

### Lançamento
O lançamento oficial da campanha aconteceu no dia 24 de setembro, no Teatro Teletón, onde foi apresentado o hino da campanha, que inclui o slogan "Meu presente", interpretado pelo ator e cantor Augusto Schuster.

### Antecedentes
Entre a segunda-feira 25 e terça-feira 26 de novembro começou a distribuição de ingressos para o show de encerramento no Estádio Nacional, enquanto que para participar dos blocos do programa no Teatro Teletón e no Teatro Caupolicán foram entregues na terça-feira, dia 26 e quarta-feira 27 de novembro. O projeto da entidade organizadora poderia distribuir 42 mil ingressos para o bloco de encerramento da campanha, e 3 mil ingressos no Teatro Teletón e o mesmo número no Caupólican.
Para a quarta versão consecutiva, o "Matinatón" foi realizado às 11h na sexta-feira, 30 de novembro. Os programas matutinos Bienvenidos (Canal 13), Muy Buenos Días (TVN), Mucho gusto (Mega), La mañana (Chilevisión) e Hola Chile (La Red) se reuniram nas horas anteriores à cruzada solidária para fazer este bloco especial juntos com o Don Francisco. Nesta ocasião, a equipe de Muy buenos días foi o anfitrião.

### Gira Teletón
A turnê iniciou em 14 de novembro e foi transmitido via streaming no site da Teletón e também via Facebook Live e YouTube. Em sua seção norte, a turnê realizou eventos nas cidades de:
- Arica: 14 de novembro

- Iquique: 15 de novembro

- Antofagasta: 16 de novembro

- Copiapó: 17 de novembro

- La Serena: 18 de novembro

Após um breve intervalo, a delegação retomou sua jornada para o sul no chamado "trem da solidariedade". A seção compreendia as cidades de:
- Talca: 20 de novembro
- Concepción: 21 de novembro
- Temuco: 22 de novembro
- Valdivia: 23 de novembro
- Puerto Montt: 24 de novembro
- Coihaique: 25 de novembro

## Transmissão
A transmissão do evento é realizada em conjunto por todos os canais de televisão agrupados na ANATEL:
- Telecanal
- La Red
- TV+
- TVN/TV Chile
- Mega
- Chilevisión
- Canal 13/13i/T13 Móvil
- TVR

O evento também é transmitido ao vivo no canal oficial da Teletón no YouTube.

### Programação
Nesta edição, decidiu-se suprimir os segmentos com conteúdo erótico que eram transmitidos na madrugada de sábado (como "Vedetón" ou "Mister Teletón"), sendo substituídos por segmentos humorísticos e imitadores de cantores. O evento é composto pelos seguintes blocos:
| Horario                             | Bloque           | Contenido y presentaciones musicales |
| ----------------------------------- | ---------------- | --- |
| 22:00 - 03:00                       | Abertura         | Neste bloco, o início do Telethon foi lembrado com todos os seus protagonistas. O contato foi feito com a "Festa do Chile" da Plaza de Armas de Concepción, bem como uma cobertura especial de Rapa Nui por Soledad Onetto. Neste bloco, também foi feita a contribuição pessoal da família Luksic, que totalizou CL$ 1 500 000 000. Apresentaçoes musicais: - Tommy Rey, Kanela y Leo Rey - Sinergia - Luciano Pereyra - Augusto Schuster - Power Peralta |
| 03:00 - 07:00                       | Madrugatón       | Essas são as horas da comédia stand up e do segmento "Eu quero ser", onde María Elena Swett participou como a cantora Amy Winehouse e um trio especial: os jornalistas Carolina Urrejola, Constanza Santa María e Monserrat Álvarez, tornam-se o grupo Pandora, entre muitos outros artistas, políticos e animadores. As pessoas podiam votar pelo aplicativo. Apresentações: - Felipe Avello - Melón y Melame |
| 07:00 - 12:45                       | Levántate Papito | A manhã começa com o café da manhã do Chile de diferentes cantos do país. Mario Kreuzberger se muda para Peñaflor para motivar os chilenos em um café da manhã chileno. Então começa "Mañana Infantil", um clássico de todos os tempos. Do Teatro Caupolicán e projetado para a família, serão apresentados "Cachureos", "Cantando Aprendo Hablar", o Circo de Pastelito, a dupla colombiana "Cali y el Dandee" e os espanhóis Adexe e Nau. |
| 12:45 - 16:45                       | Gamertón         | Teletón conecta-se com os jogos online que todos os jovens e adolescentes no Chile seguem virtualmente. Acompanhado por jogadores de futebol, jornalistas e artistas que jogam FIFA online, Celebrity Cosplay e Just Dance em um duelo de surpresa. Como convidado especial, o fenômeno K-pop "W24" se apresentou. Além disso, o "Radiotón" foi feito com sucessos de ontem e hoje. Entre as 13:41 e 14:10 o bloco de notícias foi feito a partir do estúdio 24 Horas da TVN, com Ramón Ulloa (Canal 13), Andrea Arístegui (TVN), Priscila Vargas (Mega) e Karim Butte (Chilevisión). |
| 16:45 - 21:20                       | Chile se Supera  | Neste bloco, foram apresentadas histórias tocantes de pessoas que foram reabilitadas e que procuram continuar motivando os chilenos. Julian Elfenbein e sua equipe prepararam um especial do "Pasapalabra" para os 40 anos de Teletón. |
| Jornais de cada canal (21:20-22:00) |                  | |
| 22:00 - 02:03                       | Encerramento     | Bloco de encerramento realizado no Estádio Nacional Julio Martínez Prádanos, onde todos os animadores e artistas que participaram durante o dia da solidariedade estarão presentes. Pela primeira vez em 23 anos, uma história de vida foi exibida após a abertura do bloco de fechamento na arena esportiva. O bilionário José Luis Nazar fez uma contribuição de $ 1 000 000 (CL$ 669 000 000) Ás 01:57, o objetivo foi alcançado com o último cálculo de CL$ 32 851 438 341. Don Francisco deu algumas palavras de agradecimento, depois Noite de Bruges apareceu para a exibição de fogos de artifício e o Hino Nacional do Chile foi cantado para fechar as 28 horas de transmissão. Apresentações musicais - Abertura: Camila Gallardo, Javiera Mena, Luis Jara, Kanela Muñoz, Toarii Valantin, Paulina Rubio, Los Jaivas: Mira niñita y Todos juntos de Los Jaivas. - Camila Gallardo - Emmanuel - Gente de Zona - Luciano Pereyra - Cali y El Dandee - Power Peralta - Stefan Kramer - Imitación a Julián Elfenbein, Sebastián Piñera y Luis Miguel - David Bisbal - Augusto Schuster - Raphael - Homenagem a Lucho Gatica por integrantes de Rojo y Andrés de León - Becky G - Leslie Grace - Paulina Rubio - Noche de Brujas |

## Participantes

### Artistas
- Augusto Schuster (Intérprete do hino oficial "Mi Regalo")
- Camila Gallardo
- Bombo Fica
- Tomo Como Rey
- Cantando aprendo a hablar
- Sinergia[7]
- Los Jaivas[8]
- Denise Rosenthal[9]
- Javiera Mena[10]
- Consuelo Schuster[10]
- La Combo Tortuga[10]
- Cantores do Clan Rojo[10]
- Andrés de León[10]
- W24[11]
- Emmanuel[12]
- Paulina Rubio[13]
- David Bisbal[14]
- Raphael[15]
- Adexe y Nau[16]
- Luciano Pereyra[17]
- Leslie Grace[18]
- Becky G[19]
- Gente de Zona
- Cali y El Dandee[10]